# 홍정남
홍정남(한국 한자: 洪正男, 1988년 5월 21일 ~ )은 대한민국의 전 축구 선수이고, 포지션은 골키퍼였다.

## 클럽 경력

### 초창기
홍정남은 원래 수비수로 뛰었으나, 제주중앙고등학교 시절 골키퍼로 전향하였다. 골키퍼로 전향 후, 협회장배 전도학생축구대회에서 팀의 우승과 함께 최우수 골키퍼 상을 받았다. 이러한 활약으로 2006년 전국체전 제주 대표로도 출전하였다.

### 전북 현대 모터스
고등학교 졸업 예정이었던 2006년 12월, 2007 K리그 드래프트에서 전북 현대 모터스에 3순위로 지명되어 입단하였다. 그러나 2007년 한 해 동안 출전 기회를 잡지 못하였다. 그럼에도 불구하고 구단 자체 신년회에서 신인상을 수상하였다. 2008년 4월 12일, 주전 골키퍼 권순태가 부상으로 빠져 대구와의 리그 경기에서 프로 데뷔전을 치렀다. 이 경기를 포함하여 권순태가 빠져 있는 동안 총 리그 4경기, 리그 컵 2경기에 출전하였다.
2010년 8월 15일, 경남 전에서 부상당한 권순태를 대신하여 전반 40분 교체 출전하였다.
2017 시즌에는 권순태가 일본 J리그 가시마 앤틀러스로 이적한 후, 전북 입단 10년 만에 주전 자리를 꿰차며 많은 선방을 선보였지만, 계속된 실수로 인하여 황병근 등에게 주전 자리를 내주었다. 그 이후, 2018 시즌에도 주전으로 뛰다가 역시 계속된 실수가 반복되어 송범근에게 주전 자리를 내주었다.
2020 시즌 후, FA를 얻어 전북을 떠나 현역 은퇴했다.
2022시즌을 앞두고 마두라 유나이티드에 입단하면서 현역으로 복귀했다.
그 후, 1년가량 인도네시아 무대에서 활동하며 리그 11경기 출장을 기록하였으며, 2022년 10월 1일 조성환하고 은퇴식을 하게 되면서 공식적으로 은퇴를 하였다.

## 그 외
홍정남의 동생은 축구 선수 홍정호이다.

## 수상
전북 현대
- K리그1 : 우승 (2009, 2011, 2015, 2017, 2018)
- AFC 챔피언스리그 : 우승 (2016)

 상주 상무
- K리그 챌린지 : 우승 (2013)